# Байкал-Шаман
Байкал-Шаман — ежегодный музыкальный фестиваль, проходящий в Иркутской области.

## История
Идея создания фестиваля возникла в 2000 году, непосредственно первый фестиваль прошёл в 2001 году. Время проведения — первая неделя августа, обычно со среды по воскресенье.
Место проведения в 2002 году — посёлок Утулик Слюдянского района Иркутской области.
Место проведения в 2004 году — посёлок Култук Слюдянского района Иркутской области.
Место проведения в 2005 году — посёлок Большое Голоустное Иркутского района Иркутской области.
В 2006 году фестиваль проводился в расширенном формате в рамках празднования 800-летия образования Монгольского государства и проходил в посёлке Большое Голоустное, а также в посёлке Утулик.
С 2007 года фестиваль проходит в устье реки Бабха (Слюдянский район Иркутской области).
В 2018 году организацией фестиваля занялся продюсерский центр «Байкал-Шаман».

## Персоналии
Известные участники: группа «Аттракцион Воронова» (г. Улан-Удэ), Сергей Летов, Михаил Башаков, Николай Кунцевич (Ник Рок-н-ролл), группа «Монгол Шуудан», группа «Чёрный Лукич», группа «Оргазм Нострадамуса», группа «Чайковский и Трубы мира» (г. Иркутск).
Основатель и основной организатор фестиваля — Игорь Москвитин. В разные годы организаторами также выступали Сергей Орлов, Роман Цветков, Андрей Керн и Станислав Никончук.